# Aeroclube de Blumenau
O Aeroclube de Blumenau (ACB), localizado na cidade de Blumenau, em Santa Catarina, foi oficializado em 22 de abril de 1941, pelo então prefeito José Ferreira da Silva, o qual trouxe o primeiro instrutor de pilotos para a instituição, o piloto Dauto Caneparo, vindo de Florianópolis. Nesta época, seguia-se o manual da Força Aérea Brasileira (FAB), sendo a formação de pilotos civis e militares realizada da mesma forma. Nesta mesma década, foi construída a pista de pouso do Aeroporto Quero-Quero, local onde está situado o aeroclube.
No início, as aulas teóricas eram ministradas em uma sala alugada no Clube Náutico América, localizado no centro do município. Um ano depois, foi disponibilizado pelo Governo Federal ao aeroclube uma aeronave Piper J-3. 
Na década de 70, a instituição foi transferida para um grande campo localizado no bairro Itoupava Central, lugar o qual hoje localiza-se o Aeroporto Regional de Blumenau.
Ao longo dos anos de operação e formação de pilotos, o Aeroclube de Blumenau aumentou sua frota de aeronaves e modernizou sua estrutura. No início dos anos 2000, o ACB transferiu sua sede das proximidades da cabeceira da pista 36, para ao lado da cabeceira da pista 18, nos fundos do aeródromo.

## Frota
O Aeroclube de Blumenau possui, atualmente, uma frota composta pelas seguintes aeronaves:
- 1 Aero Boero 115 - AB11 (PP-GCT)
- 1 Aero Boero 180 - AB18 (PP-GLI)
- 2 Cessna 152 - C152 (PT-RGS, PT-XXW)
- 1 Cessna 152 Aerobat - C152 (PR-LOM)
- 1 Cessna 172 - C172 (PT-SRP)
- 1 Embraer "Tupi" - P28A (PT-NYQ)
- 1 Piper - PA18 (PP-GJH)
- 1 Piper Seneca II - PA34 (PR-AGN)
- 1 Planador Quero-Quero (PT-PHP)
- 1 Planador Nhapecan (PP-FJV)
- 1 Motoplanador Super Ximango (PP-KDT)

## Estrutura
O Aeroclube de Blumenau fica baseado no Aeroporto Regional de Blumenau, ao lado da cabeceira 18 da pista. Hoje, a área de instrução destinada para manobras fica sobre a cidade de Indaial, a cerca de 10 minutos do aeródromo. O Aeroclube oferece os cursos teóricos e práticos para Piloto Privado (PP), Piloto Comercial (PC) e Instrutor de Voo (INVA), além das habilitações para voo por instrumentos (IFR) e aeronaves multimotoras (MLTE). A instituição também dispõe do curso teórico para Comissários de Voo (CMS).
A proximidade dos Aeródromos de Joinville, Navegantes e Florianópolis, favorecem a instrução para operações noturnas e voos por instrumentos. Para o treinamento IFR, o Aeroclube dispõe de um simulador AATD.